# Асар (вилает Самсун)
Асар (на турски: Asar) е село в околия Бафра, вилает Самсун, Турция. На около 150 метра надморска височина. Намира се на 81 км от град Самсун и на 31 км от град Бафра. Населението му през 2000 г. е 499 души. Населено е предимно с българи–мюсюлмани (помаци). Потомци на бежанци от Егейска Македония от 1924 г.